# Pallemjaure (Gällivare socken, Lappland)
Pallemjaure är en sjö i Gällivare kommun i Lappland och ingår i Råneälvens huvudavrinningsområde. Sjön har en area på 0,0738 kvadratkilometer och ligger 259 meter över havet.

## Delavrinningsområde
Pallemjaure ingår i det delavrinningsområde (737303-176665) som SMHI kallar för Nedlagd mätstation. Medelhöjden är 207 meter över havet och ytan är 28,36 kvadratkilometer. Räknas de 3 avrinningsområdena uppströms in blir den ackumulerade arean 135,11 kvadratkilometer. Spikälven som avvattnar avrinningsområdet har biflödesordning 3, vilket innebär att vattnet flödar genom totalt 3 vattendrag innan det når havet efter 80 kilometer. Avrinningsområdet består mestadels av skog (85 procent) och sankmarker (12 procent). Avrinningsområdet har 0,07 kvadratkilometer vattenytor vilket ger det en sjöprocent på 0,3 procent.